# Edoardo Mangiarotti
Edoardo Mangiarotti, italijanski sabljaški mojster, * 7. april 1919, Renate, Italija, † 25. maj 2012, Milano, Italija.
Do danes (2006) ostaja zapis v zgodovini kot sabljač, ki je osvojil največ olimpijskih medalj in svetovnih prvenstev.
Osvojil je 13 olimpijskih medalj v 3 disciplinah.
Tudi njegov oče Giuseppe, brat Dario in hči Carola so bili mednarodno uveljavljeni sabljači.